# Светски дан развоја информатике
Генерална скупштина Уједињених нација је 1972. донела одлуку да уведе Светски дан информација о развоју који се поклапа са Даном Ораганизације Уједињених нација 24. октобра. Генерална скупштина је имала за циљ да сваке године скрене пажњу светске јавности на развојне проблеме и неопходност јачања међународне сарадње неопходне за њихово решавање.
Последњих година је другачије тумачен опсег теме коју обележава светски дан. Оне су се концентрисале на улогу коју модерне информационе технологије, као што су Интернет и мобилни телефони без дигиталног јаза, могу да имају у упозоравању људи и проналажењу решења за проблеме трговине и развоја. Један од специфичних циљева Светског дана развоја информатике био је да информише и мотивише младе људе.